# Zsombor Berecz
Zsombor Berecz (* 26. April 1986 in Budapest) ist ein ungarischer Segler.

## Erfolge
Zsombor Berecz, der bis 2012 in der Bootsklasse Laser aktiv war, sicherte sich seine erste internationale Medaille im Jahr 2016 im Finn Dinghy mit dem Gewinn von Silber bei den Europameisterschaften in Barcelona. Drei Jahre darauf in Athen belegte er noch den dritten Platz, ehe ihm sowohl 2020 in Gdynia als auch 2021 in Vilamoura der Titelgewinn gelang. Bereits 2018 in Aarhus war Berecz Weltmeister geworden und hatte außerdem 2019 bei den Weltmeisterschaften in Melbourne den dritten Platz erreicht.
Viermal nahm Berecz an Olympischen Spielen teil. Bei seinem Olympiadebüt 2008 in Peking belegte er mit 195 Punkten den 29. Platz. Vier Jahre darauf in London verbesserte er sich mit 159 Punkten auf den 21. Platz. Anschließend fand sein Wechsel in die Bootsklasse Finn Dinghy statt, woraufhin er wesentlich bessere Ergebnisse erzielte. 2016 in Rio de Janeiro verpasste er als Zwölfter mit 92 Punkten noch knapp das abschließende Medal Race. Bei den 2021 ausgetragenen Olympischen Spielen 2020 in Tokio gelang ihm in der Finn-Dinghy-Konkurrenz schließlich die Qualifikation für die finale Wettfahrt. Mit 37 Punkten rangierte er dabei auf dem zweiten Rang und verteidigte diesen nach einem Sieg deutlich. Dank seiner 39 Gesamtpunkte gewann er somit hinter dem siegreichen Giles Scott aus Großbritannien mit 36 Gesamtpunkten und vor dem Spanier Joan Cardona Méndez mit 57 Gesamtpunkten die Silbermedaille.
Berecz ist verheiratet und hat zwei Kinder.